# گوبندسر
گوبندسر (به انگلیسی: Gobindsar) یک منطقهٔ مسکونی در هند است که در پنجاب واقع شده‌است. گوبندسر ۱۷۱ متر بالاتر از سطح دریا واقع شده‌است.